# Sustipanaz
Sustipanaz (in serbocroato Stipanac) è un'isola della Dalmazia che si trova nelle acque del lago Scardonio, a nord di Sebenico, nella regione di Sebenico e Tenin.
Sull'isola si trovano i resti dell'antica chiesa di Santo Stefano sorta nel 1322 su di un antico sacello. È visibile sott'acqua un lungo molo che congiunge l'isola a una punta sulla terraferma (rt Školj).

## Geografia
Il lago Scardonio, detto anche Proclan o Proklian (Prokljansko o Prukljansko jezero) si trova lungo il corso inferiore del fiume Cherca e tutta l'area fa parte del parco nazionale della Cherca.
Sustipanaz si trova nella parte settentrionale del lago, a est della foce del fiume Goducchia o Goduccia (Guduća), 1,1 km a sud del villaggio di Procgliano (Prokljan). L'isola ha una lunghezza di circa 100 m e un'altezza di 1,2 m.

### Cartografia
- (HR) Mappa topografica della Croazia 1:25000, su preglednik.arkod.hr. URL consultato il 12 agosto 2017.